# Hioki
Hioki (日置市?) è una città giapponese della prefettura di Kagoshima.